# Eva Ollikainen
Eva Ollikainen (født 1982) er en finsk dirigent og pianist. Hun har studeret hos blandt andre Jorma Panula og Leif Segerstam. I 2003 vandt Ollikainen Jorma Panula-dirigentkonkurrencen. Ollikainen har uropført og indspillet mange af den unge generation af finske komponisters værker.